# Лисківка
Лискі́вка — село в Україні, у Царичанській селищній громаді Дніпровського району Дніпропетровської області. Населення за переписом 2001 року складало 378 осіб.

## Географія
Село Лисківка знаходиться на лівому березі річки Прядівка в місці, де її перетинає канал Дніпро — Донбас, вище за течією на відстані 2 км розташоване село Пилипівка, нижче за течією примикає село Могилів, на протилежному березі — село Драгівка. Річка в цьому місці звивиста, утворює лимани, стариці й заболочені озера. Поруч проходить автомобільна дорога Т 0412.

## Населення

### Мова
Розподіл населення за рідною мовою за даними перепису 2001 року:
| Мова       | Кількість | Відсоток |
| ---------- | --------- | -------- |
| українська | 378       | 100%     |

## Інтернет-посилання
- Погода в селі Лисківка [Архівовано 21 грудня 2011 у Wayback Machine.]

1. ↑  Рідні мови в об'єднаних територіальних громадах України — Український центр суспільних даних